# Джонстон (округ, Північна Кароліна)
Шаблон:StateAbbr_ 35°31′ пн. ш. 78°22′ зх. д. / 35.52° пн. ш. 78.37° зх. д.
Округ Джонстон (англ. Johnston County) — округ (графство) у штаті Північна Кароліна, США. Ідентифікатор округу 37101.

## Історія
Округ утворений 1746 року.

## Демографія
За даними перепису
2000 року
загальне населення округу становило 121965 осіб, зокрема міського населення було 38146, а сільського — 83819.
Серед мешканців округу чоловіків було 60594, а жінок — 61371. В окрузі було 46595 домогосподарств, 33692 родин, які мешкали в 50196 будинках.
Середній розмір родини становив 3,02.
Віковий розподіл населення поданий у таблиці:
| Стать    | До 15 років | 15-21 | 22-29 | 30-39 | 40-49 | 50-65 | 65-85 | Понад 85 |
| -------- | ----------- | ----- | ----- | ----- | ----- | ----- | ----- | -------- |
| Чоловіки | 13939       | 5235  | 7672  | 11272 | 8976  | 8807  | 4407  | 286      |
| Жінки    | 13207       | 4644  | 7093  | 10875 | 8968  | 9304  | 6415  | 865      |

## Суміжні округи
- Неш — північний схід
- Вілсон — схід
- Вейн — південний схід
- Сампсон — південь
- Гарнетт — південний захід
- Вейк — північний захід

## Виноски
1. ↑  https://archive.org/details/completerevisalo1773nort/page/102/mode/2up
2. ↑  U.S. Decennial Census. United States Census Bureau. Архів оригіналу за 26 квітня 2015. Процитовано 17 січня 2015.
3. ↑  Historical Census Browser. University of Virginia Library. Архів оригіналу за 11 серпня 2012. Процитовано 17 січня 2015.
4. ↑  Forstall, Richard L., ред. (27 березня 1995). Population of Counties by Decennial Census: 1900 to 1990. United States Census Bureau. Архів оригіналу за 3 березня 2015. Процитовано 17 січня 2015.
5. ↑  Census 2000 PHC-T-4. Ranking Tables for Counties: 1990 and 2000 (PDF). United States Census Bureau. 2 квітня 2001. Архів оригіналу (PDF) за 18 грудня 2014. Процитовано 17 січня 2015.
6. ↑  State & County QuickFacts. United States Census Bureau. Архів оригіналу за 13 липня 2011. Процитовано 21 жовтня 2013.(англ.) Наведено за англійською вікіпедією.
7. ↑  American FactFinder. Бюро перепису населення США. Архів оригіналу за 21 травня 2008. Процитовано 31 січня 2008.

| США | Це незавершена стаття з географії США. Ви можете допомогти проєкту, виправивши або дописавши її. |